# Асат (коммуна)
Аса́т (фр. Assat) — коммуна во Франции, находится в регионе Аквитания. Департамент — Атлантические Пиренеи. Входит в состав кантона Узом, Гав и Рив-дю-Не. Округ коммуны — По.
Код INSEE коммуны — 64067.

## География

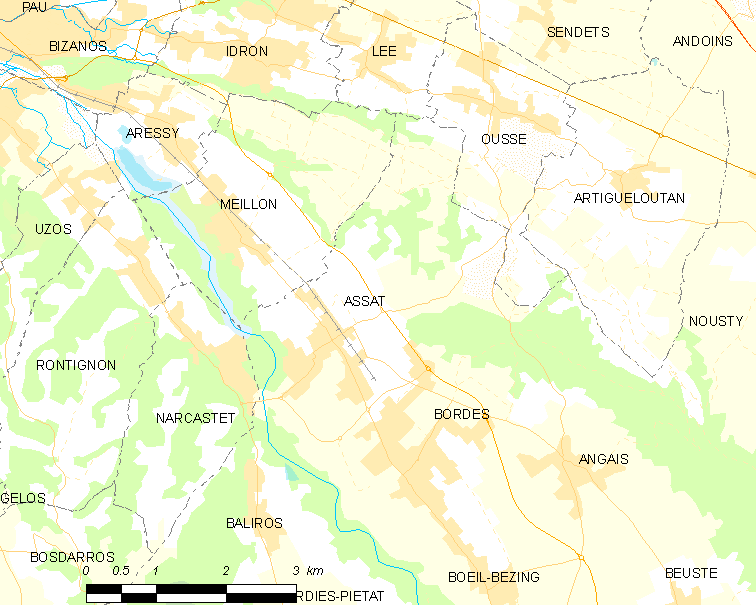
Карта коммуны

Коммуна расположена приблизительно в 660 км к югу от Парижа, в 180 км южнее Бордо, в 9 км к юго-востоку от По.
По территории коммуны протекают реки Гав-де-По и Лагуэн.

### Климат
Климат тёплый океанический. Зима мягкая, средняя температура января — от +5°С до +13°С, температуры ниже −10 °C бывают редко. Снег выпадает около 15 дней в году с ноября по апрель. Максимальная температура летом порядка 20-30 °C, выше 35 °C бывает очень редко. Количество осадков высокое, порядка 1100 мм в год. Характерна безветренная погода, сильные ветры очень редки.

## Население
Население коммуны на 2010 год составляло 1736 человек.
| 1962 | 1968 | 1975 | 1982 | 1990 | 1999 | 2010 |
| ---- | ---- | ---- | ---- | ---- | ---- | ---- |
| 721  | 740  | 865  | 1055 | 1244 | 1480 | 1736 |

## Администрация
| Период | Период | Фамилия            | Партия | Примечания |
| ------ | ------ | ------------------ | ------ | ---------- |
| 1953   | 1977   | Гастон Эшаас-Турне |        |            |
| 1977   | 1983   | Жан Марк-Беро      |        |            |
| 1983   | 2001   | Жан-Клод Дюйё      |        |            |
| 2001   | 2008   | Андре Марк         |        |            |
| 2008   | 2020   | Пьер Родригес      |        |            |

## Экономика
В 2010 году среди 1095 человек трудоспособного возраста (15-64 лет) 798 были экономически активными, 297 — неактивными (показатель активности — 72,9 %, в 1999 году было 69,6 %). Из 798 активных жителей работали 767 человек (404 мужчины и 363 женщины), безработных было 31 (11 мужчин и 20 женщин). Среди 297 неактивных 102 человека были учениками или студентами, 116 — пенсионерами, 79 были неактивными по другим причинам.

## Достопримечательности
- Замок Асат (XVII век). Исторический памятник с 1959 года[4]
- Церковь Св. Севира (1873 год)[5]

## Фотогалерея

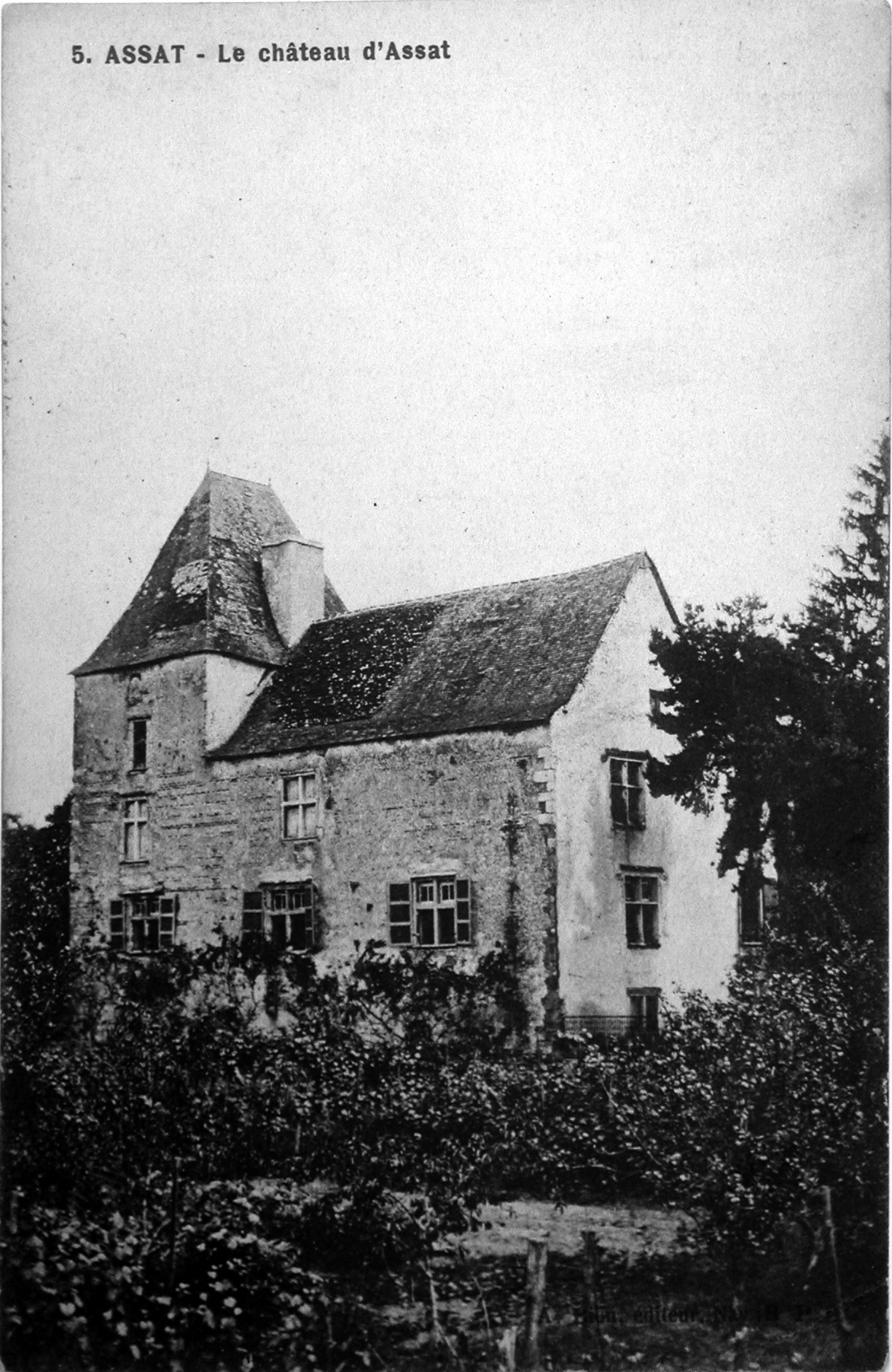
Замок Асат (фото 1920 года)
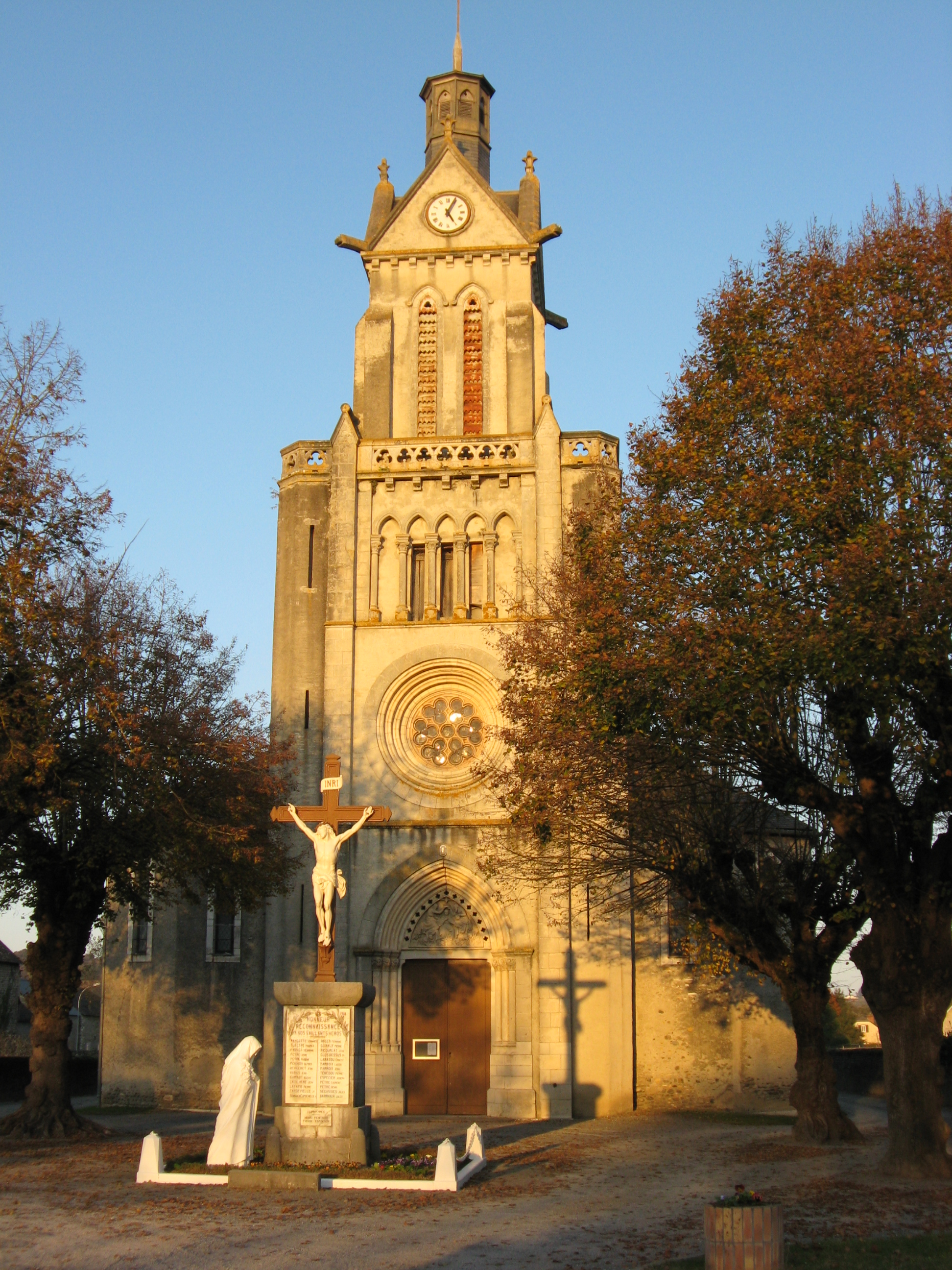
Церковь Св. Севира
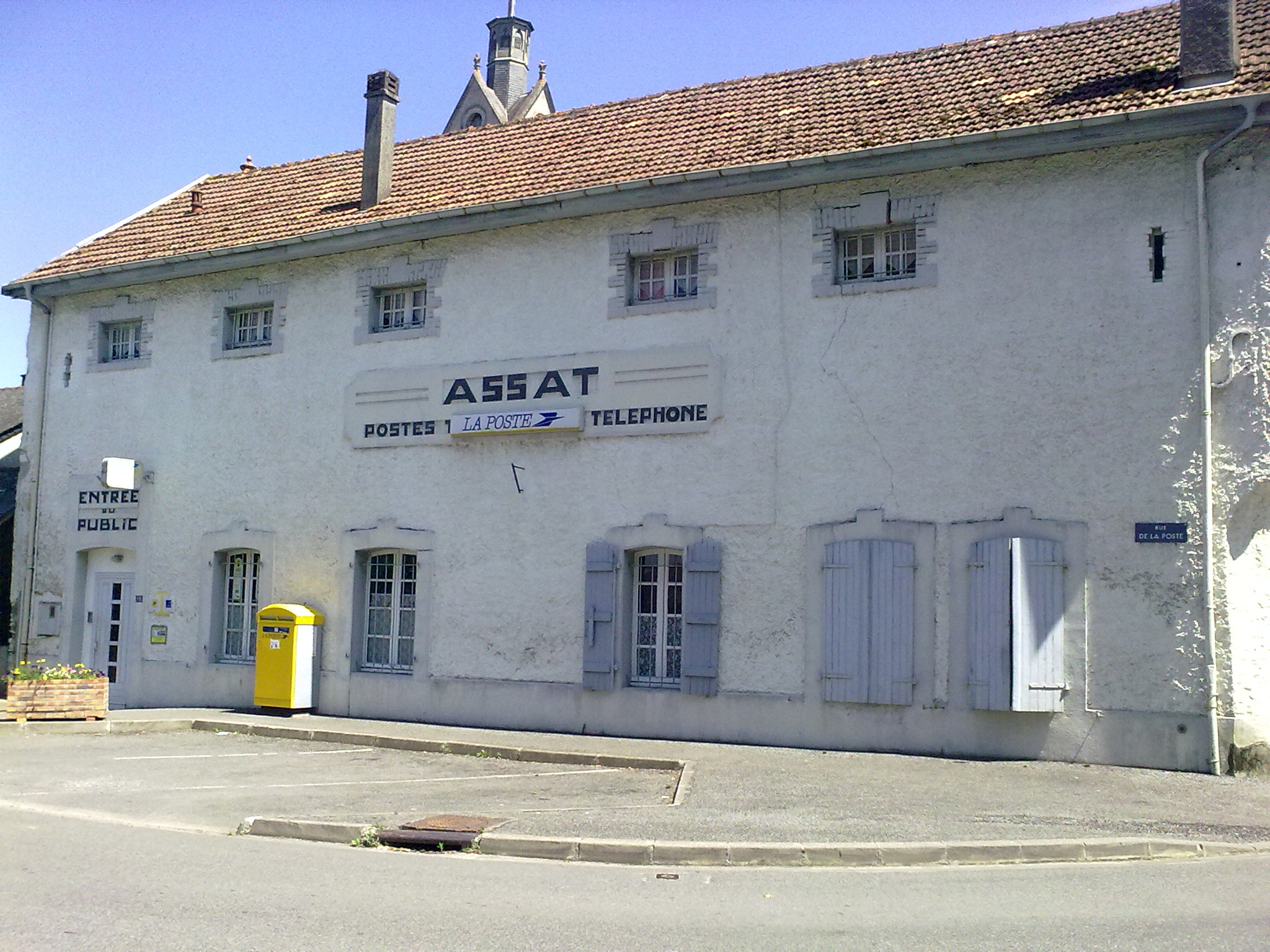
Почта
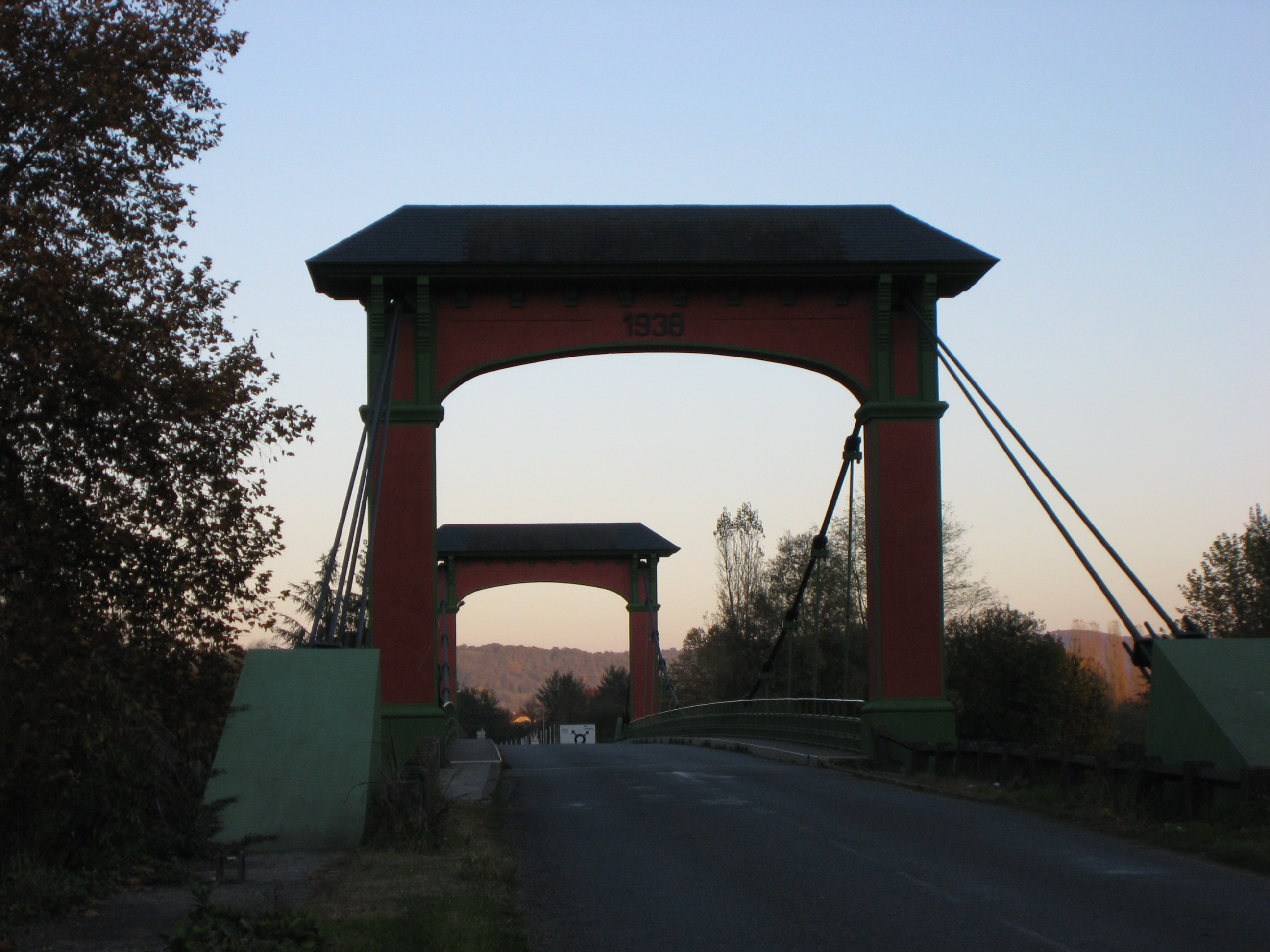
Мост
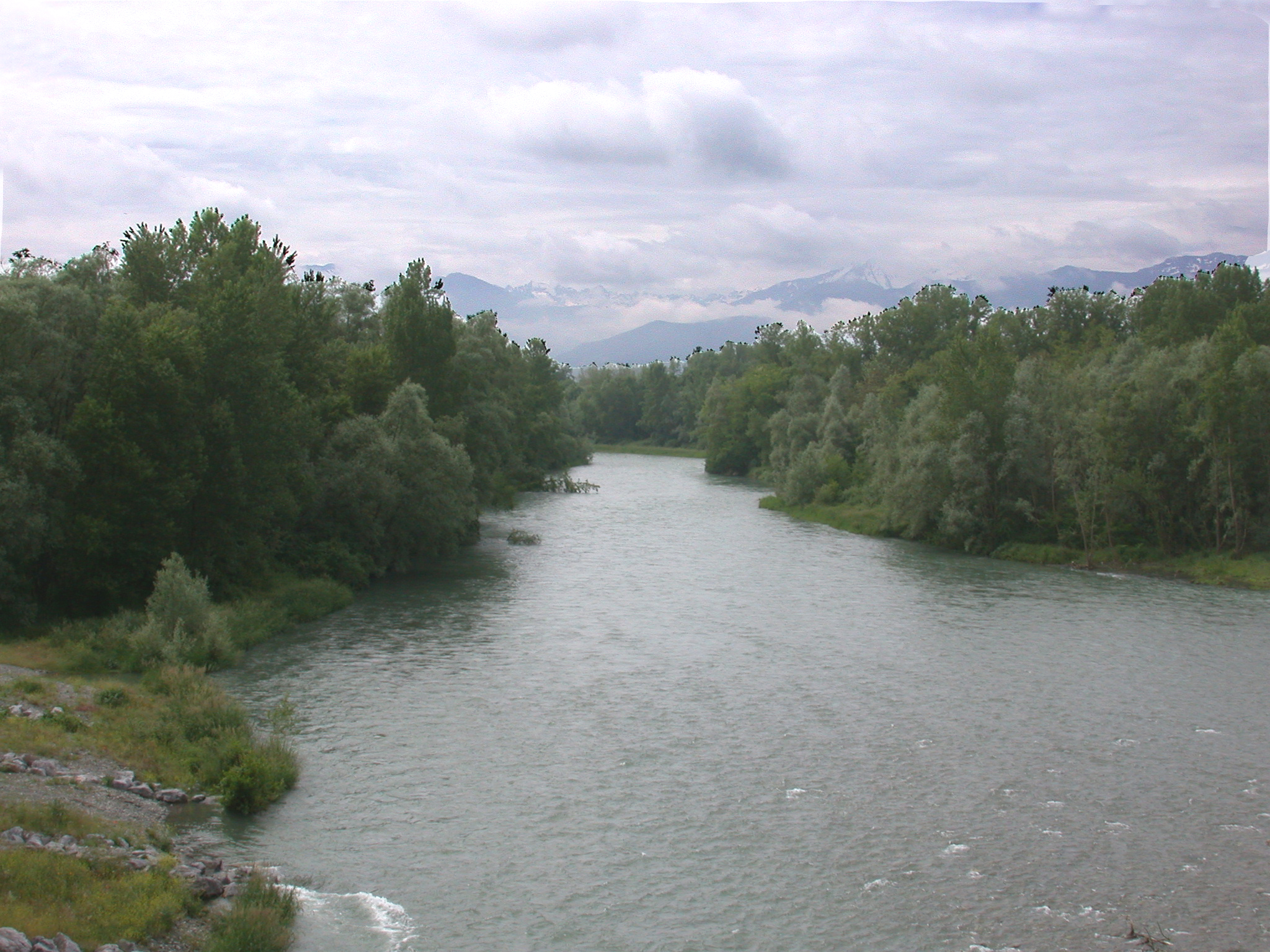
Река Гав-де-По